# 体育图片报
体育图片报（德語：Sport Bild）是一份德国体育杂志，以每周发行479,058份的数量（IVW2010年第二季度数据）成为欧洲发行量最大的杂志。它由阿克塞尔施普林格股份公司出版，自1988年创刊以来在每周三发行。其总部设于汉堡，在慕尼黑也有编辑办事处。印刷则由普利诺维斯在纽伦堡的工厂负责。